# Selma Ergeç
Selma Ergeç (Hamm, 1 de noviembre de 1978) es una actriz turco-alemana, modelo, diseñadora, psicóloga y médico.

## Biografía
Nacida en la ciudad de Hamm, Alemania, estudió medicina en la Universidad de Münster y psicología y filosofía en la Fernuniversität Hagen. Habla alemán, inglés, turco y francés. En la televisión, salto a la fama en el papel de Hatice Sultan, en la serie de televisión turca Muhteşem Yüzyıl.

## Filmografía

### Televisión
| Año       | Título             | Personaje       |                  |
| --------- | ------------------ | --------------- | ---------------- |
| 1997      | Böyle mi Olacaktı? | Merve           |                  |
| 2001-2004 | Yarım Elma         | Ayça            |                  |
| 2005      | Şöhret             | Natalie         |                  |
| 2005      | Körfez Ateşi       | Pınar           |                  |
| 2007      | Hırçın Kız         | Gül             |                  |
| 2007-2009 | Asi                | Defne Kozcuoğlu | Elenco principal |
| 2010      | Kalp Ağrısı        | Azize           | Protagonista     |
| 2011-2013 | Muhteşem Yüzyıl    | Hatice Sultan   | Elenco principal |
| 2014-2015 | Gönül İşleri       | Saadet          | Protagonista     |
| 2016-2017 | Vatanım Sensin     | Halide Edib     | Actriz invitada  |
| 2018      | Yaşamayanlar       | Karmen          | Protagonista     |

### Cine
| Año  | Título              | Personaje      |
| ---- | ------------------- | -------------- |
| 2006 | The Net 2.0         | Recepcionista  |
| 2007 | Sis ve Gece         | Mine           |
| 2010 | Ses                 | Derya          |
| 2013 | Senin Hikayen       | Esra           |
| 2014 | Kırımlı             | Maria Koseckhi |
| 2014 | The Ghosts of Garip | Nina           |